# Наруквица
Наруквица је украсни предмет, врста накита, који се носи око зглоба руке. За наруквицу се користе још и речи гривна и бразлетна. Реч бразлетна потиче од француске речи bracelet (лат. brachiale). Најчешће се израђују од племенитих метала: злата, платине, сребра, од неке легуре племенитих метала или од бисера и драгог камења. Наруквице могу бити са украсним додатацима — привесцима или без њих.
Поред наведеног наруквице се могу израђивати од: шкољки, украсних комада резбареног дрвета, уметничког стакла, комадића разнобојне пластике, разнобојних каменчића и других материјала (бижутерија). Вредност наруквице може бити велика уколико је скуп материјал од кога је израђена или ако је израђена као уметничко дело (у зависности од уметничке вредности рада уметника који је направио наруквицу). Наруквице израђују и продају кујунџије или златари, а у новије време се производе индустријски или у студијима (по нацртима модних креатора).
Сем наруквице, међу најупотребљиванији накин спадају наушнице, огрлица, прстење и други.